# Birnbaumlacke
Birnbaumlacke är en sjö i Österrike i området Seewinkel.   Den ligger i förbundslandet Burgenland, i den östra delen av landet, 60 kilometer sydost om huvudstaden Wien. Birnbaumlacke ligger 116 meter över havet. Arean är 0,24 kvadratkilometer. Sjön sträcker sig 0,6 kilometer i nord-sydlig riktning, och 0,7 kilometer i öst-västlig riktning.
Trakten runt Birnbaumlacke består till största delen av jordbruksmark. Runt Birnbaumlacke är det ganska tätbefolkat, med 58 invånare per kvadratkilometer.